# Selasphorus calliope
El colibrí calíope (Selasphorus calliope), también denominado colibrí garganta rayada, zumbador garganta rayada o  chupaflor rafaguitas, es una especie de ave apodiforme de la familia Trochilidae, perteneciente al género Selasphorus, anteriormente se le consideró el único miembro del género Stellula, pero las evidencias recientes indican su ubicación en el presente género . Es nativa de los Estados Unidos y Canadá, donde anida, y en invierno migra hasta México.  

## Descripción
Este es el ave más pequeña que anida en Canadá y los Estados Unidos. La única especie de menor tamaño que se ha encontrado en los EE. UU. es el colibrí abejorro (Selasphorus heloisa), un vagabundo casual de México. Un colibrí calíope adulto puede medir entre 7 a 10 cm de longitud, llegando a 11 cm  de envergadura de las alas y con un peso de 2 a 3 g. Estas aves tienen la espalda y l corona color verde brillante, con las partes inferiores blancas. Su pico y cola son relativamente cortos. El macho adulto tiene franjas color rojo vino en la garganta, los flancos verdes y la cola oscura. Las hembras y polluelos tienen ligero color rosáceo en los flancos, franjas oscuras en la garganta y la cola oscura con puntas blancas. Las únicas aves similares son el colibrí rufo (Selasphorus rufus) y colibrí de Allen (Selasphorus sasin), pero estas aves son más grandes, más distintas y con contrastantes marcas beiges en la cola y flancos, y largas plumas centrales de la cola.

## Hábitat y distribución
El hábitat de reproducción del colibrí calíope es un entorno arbustivo variado y abierto. La anidación ocurre generalmente en las zonas altas de las Montañas Rocosas. Se han observado nidos desde un mínimo de 300 m en Washington a una elevación hasta la línea de árboles en más de 3000 m. En Montana, la elevación mínima en la que se han encontrado crías es de 1200 m. Bosques abiertos montanos, prados de montaña, sauces y matorrales alisos pueden servir indistintamente como criaderos. Durante la migración y el invierno también llegan a chaparrales, áreas con arbustos de tierras bajas, desiertos y regiones semidesérticas. Anidan en el oeste de América del Norte desde el sur de la Columbia Británica y Alberta al sur hasta Colorado y el sur de California. Durante la primavera y el verano, se mueven, principalmente a través de Arizona y Nuevo México y el norte de México, para invernar en el suroeste de México.
Los calíopes han sido identificados en Fort Tryon Park, Nueva York, y uno de ellos fue identificado y atrapado en Lighthouse Point Park, en New Haven, Connecticut, en diciembre de 2006.

## Comportamiento

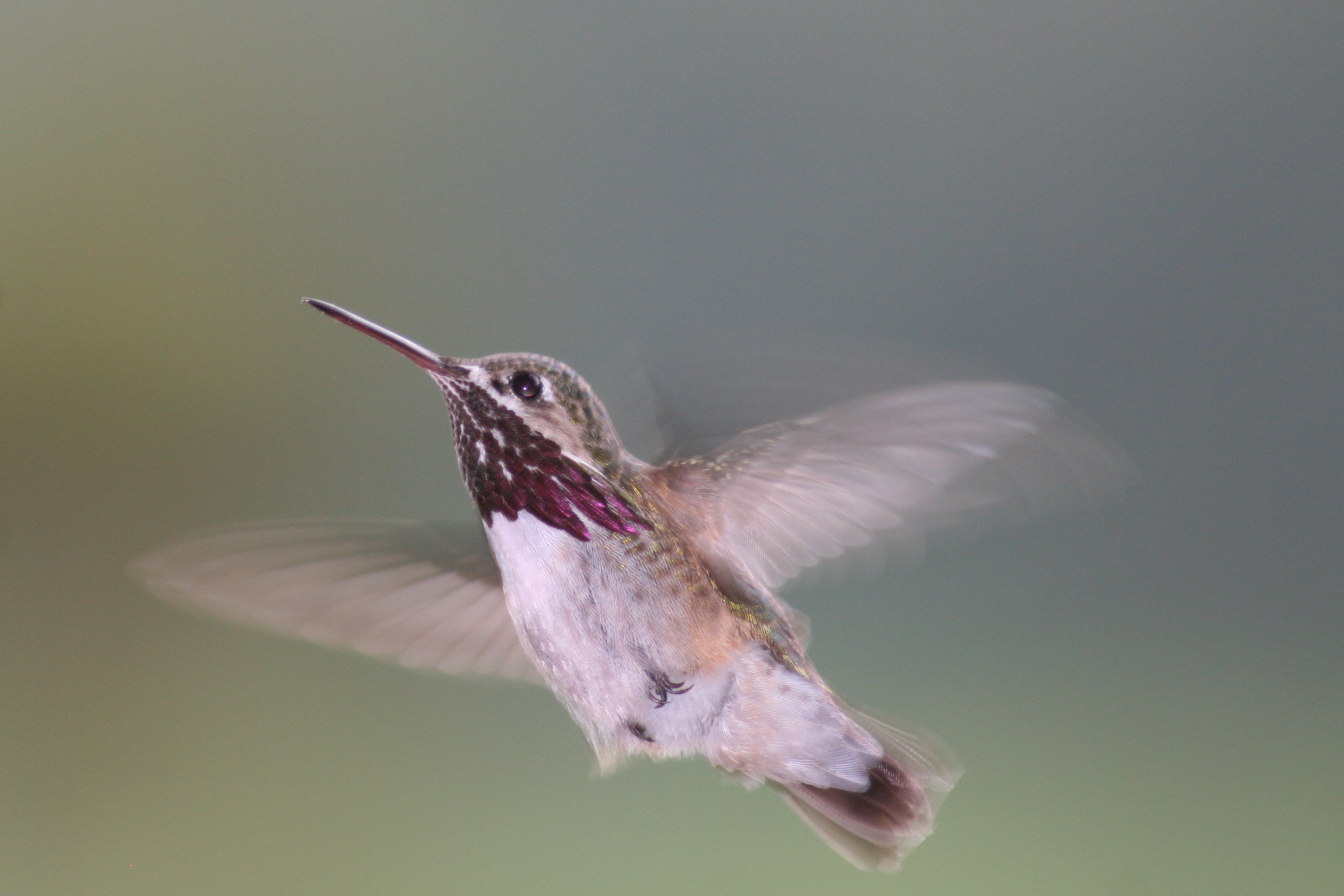
En Wilson, Wyoming.

### Migración
El colibrí calíope es un ave migratoria, generalmente dejando sus lugares de crianza antes que la mayoría de las aves (aunque no tan pronto como el colibrí rufo) para tomar ventaja de las flores silvestres de finales de verano en las montañas del oeste de Norteamérica. Se cree que sea el migrante de larga distancia más pequeño en el mundo.

### Alimentación
Estas aves se alimentan del néctar de las flores utilizando una larga lengua extensible, beben savia de huecos hechos por chupasavias o insectos que capturan en vuelo. Mientras recogen el néctar, también ayudan en la polinización de las plantas. Las plantas preferidas en la polinización incluyen especies Haemanthus, Penstemon, Aquilegia, Ipomopsis, y Pedicularis groenlandica. Ocasionalmente también atrapan y comen pequeños insectos y arañas.

### Reproducción

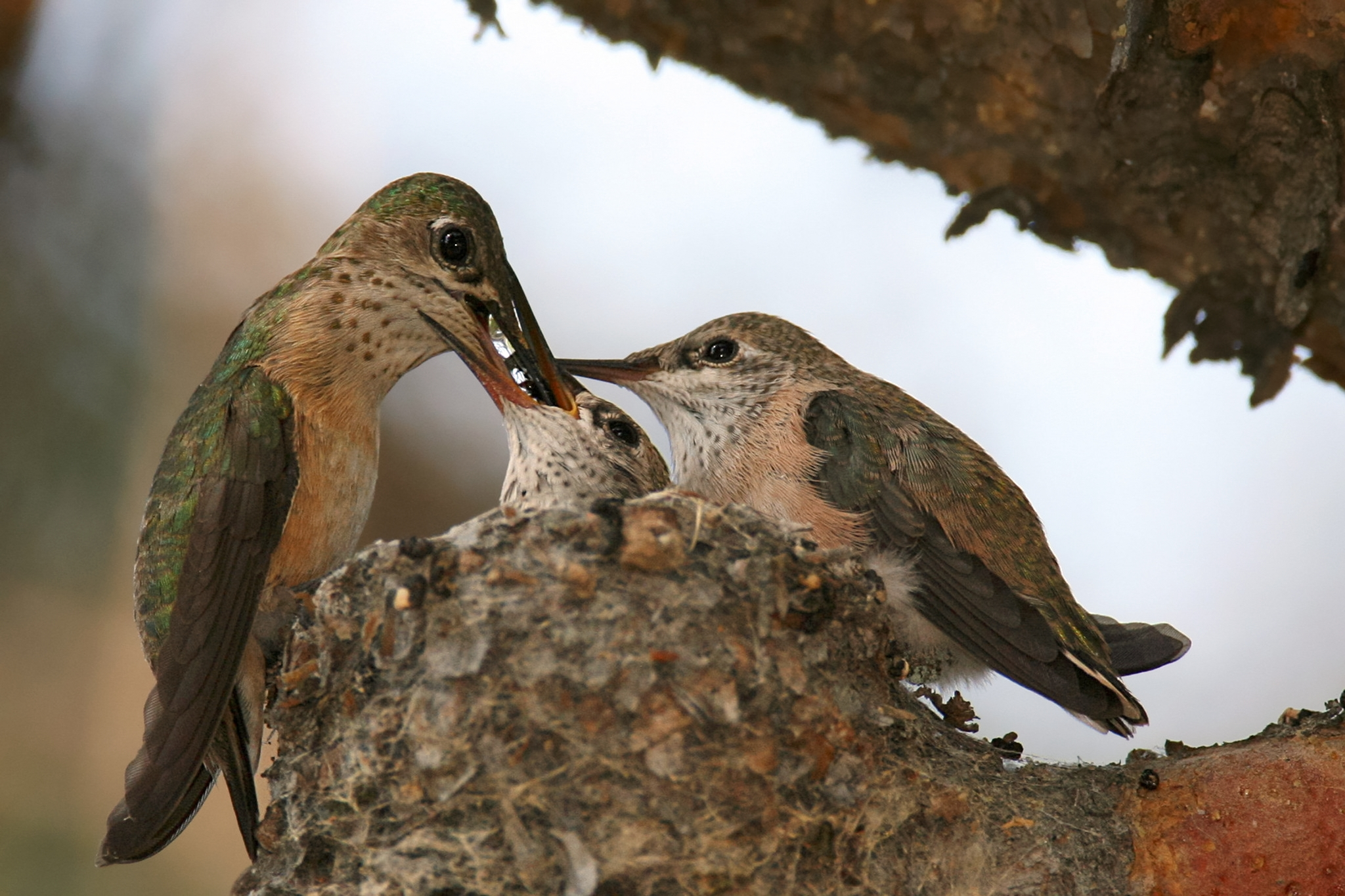
Hembra alimentado a las crías con insectos.

Los machos adultos suelen llegar a los locales de anidación antes que las hembras, desde mediados de abril hasta principios de mayo. Los machos reivindican y defienden vigorosamente un territorio de anidación en el que se reproducirán con muchas hembras. El macho no toma parte en la crianza de los jóvenes y, a menudo, en realidad deja vacante la zona de crianza en el momento que eclosionan los huevos. La hembra suele construir un nido de copa abierta en una conífera bajo una rama sobresaliente, aunque también han utilizado manzanos y alisos. El nido se construye a menudo sobre la base de grandes piñas y de alguna manera semejante a la misma piña. Un nido puede ser utilizado en varias ocasiones durante el transcurso de varios años. Dos huevos son puestos desde finales de mayo hasta principios de julio y son incubados durante 15 a 16 días. Los jóvenes son capaces de volar alrededor de 20 días después de la eclosión.

## Estado de conservación
Se han observado descensos de la población de muchas especies de polinizadores, incluyendo el colibrí calíope, en todo el continente. Existe poca información disponible sobre los problemas generales que están provocando estos descensos pero las potenciales amenazas incluyen la pérdida de hábitat, uso masivo de plaguicidas, y la sustitución de las plantas nativas por plantas invasoras. El restringido rango de hibernación de los colibríes calíopes hace que las especies sea susceptible a los desastres naturales, enfermedades o modificaciones en el suelo que podrían acabar con una parte significativa de la población. A pesar de sus características únicas en el mundo de las aves, el colibrí calíope no ha sido bien estudiado, dejando gran parte de su ciclo de vida desconocida. A fin de que cualquier medida de conservación a tomar beneficie a esta especie, necesitamos comprender mejor la biología y las necesidades de esta especie. Partners in Pollination/Alianza para Polinización, un consorcio de organizaciones sin fines de lucro, universidades y empresas, se formó en 1995 concientizar sobre la importancia de los polinizadores en los ecosistemas, estimular la investigación y la conservación de interacciones entre plantas y polinizadores, e influenciar las políticas relacionadas con la conservación entre plantas y polinizadores.

## Sistemática

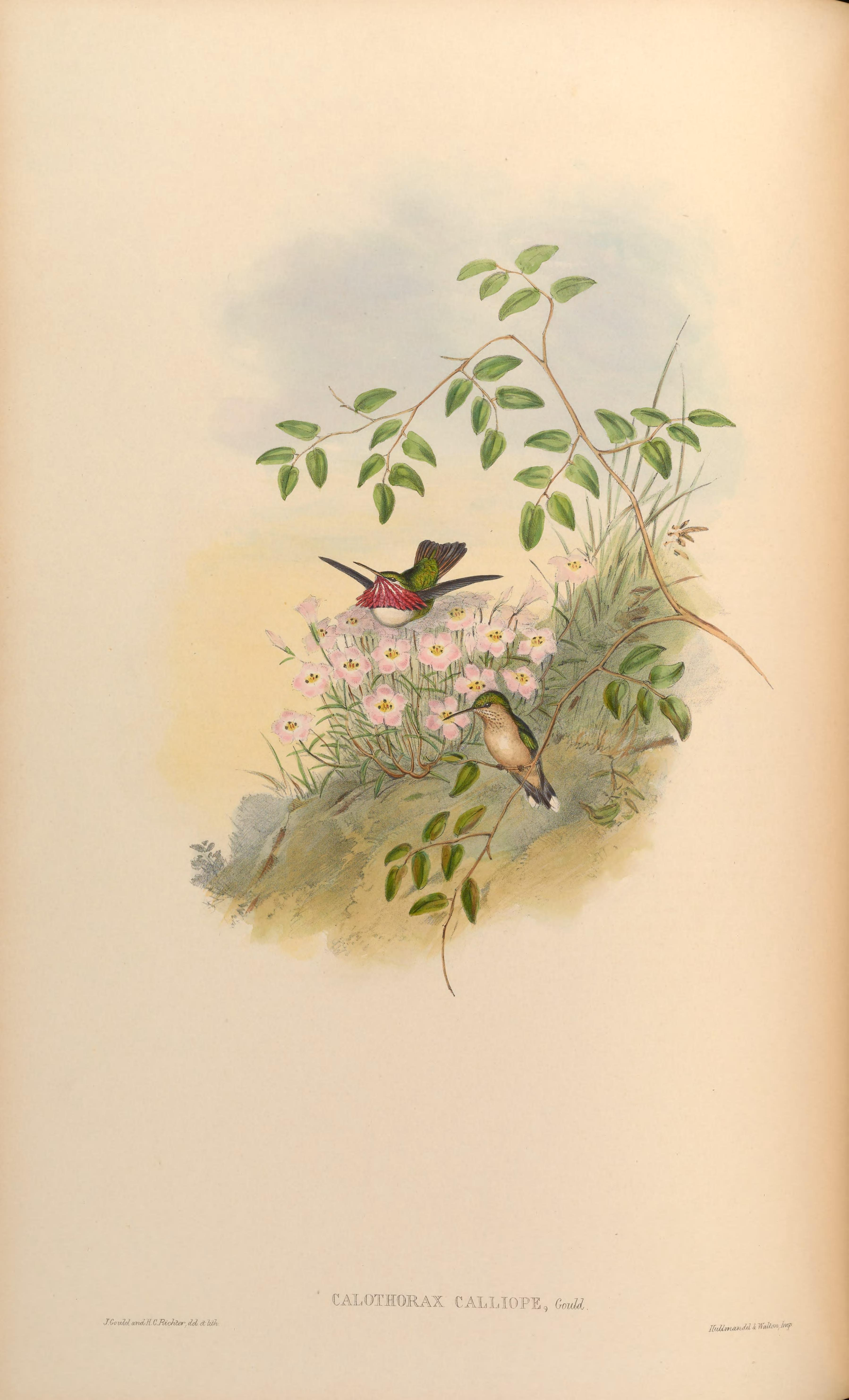
Calothorax calliope, ilustración de Gould y Richter en A monograph of the Trochilidae, or family of humming-birds 3, 1861.

### Descripción original
La especie S. calliope fue descrita por primera vez por el ornitólogo británico John Gould en 1847 bajo el nombre científico Trochilus (Calothorax) calliope ; su localidad tipo es: «México».

### Etimología
El nombre genérico masculino «Selasphorus» se compone de las palabras del griego «selas» que significa ‘luz, llama’, y «phoros» que significa ‘que lleva’; y el nombre de la especie «calliope», en la mitología griega se refiere a Calíope, jefe de las Musas de hermosa voz, que presidió la elocuencia y la poesía heroica.

### Taxonomía
Durante mucho tiempo fue situada en un género monotípico Stellula hasta que estudios genético-moleculares de 2008, demostraron que era hermana de Selasphorus rufus y fue transferida al presente género.
Es monotípica. La forma descrita Stellula calliope lowei Griscom, 1934, de Guerrero, México, se considera indistinguible de la nominal.
Se han registrado híbridos de la presente especie con Calypte anna, Archilochus alexandri, Selasphorus rufus y Selasphorus platycercus.